# Telmatoscopus mcclurei
Telmatoscopus mcclurei és una espècie d'insecte dípter pertanyent a la família dels psicòdids.

## Etimologia
El seu nom científic honora la figura del Dr. H. E. McClure per les seues contribucions en l'estudi de les coves de Batu.

## Descripció
- Mascle: cos de color marró; front i palps amb pèls espatulats i esvelts; ulls contigus; vèrtex perllongat a l'àpex; front amb una àrea quadrada de pèls sense extensió posterior; antenes d'1,2-1,3 mm de llargària i de 16 artells; tòrax sense patagi; ales de 2-2,1 mm de longitud i 0,9-1 d'amplada, amb l'àpex arrodonit i les membranes de color marró clar (més fosques a nivell basal); genitals amb els apèndixs molt llargs.
- Femella: similar al mascle, però amb la placa subgenital força voluminosa a nivell ventral i amb els cercs curts i aguts.[3]

## Distribució geogràfica
Es troba a Àsia: Malàisia.